# Savaneta
Savaneta is een regio en dorp aan de zuidwestkust van Aruba, ten westen van San Nicolas.  Voor 1790 was het zuidelijk gelegen Savaneta de Arubaanse hoofdstad, maar Oranjestad bleek voor schepen beter bereikbaar, en werd zodoende de hoofdstad.

## Geschiedenis
In de 16e eeuw werd Savaneta door de Spanje gesticht als de hoofdplaats van het eiland Aruba. In 1636 werd Aruba veroverd door de West-Indische Compagnie en vestigde zich de commandant zich aan de Commandeursbaai, een natuurlijke haven bij Savaneta. Het was niet toegestaan om zich te vestigen ten oosten van de Hooiberg, en de inheemse bevolking en kolonisten woonden in en rond Noord, hetgeen betekende dat alleen de commandant en personeel in het dorp woonde.
In 1797 werd het bestuurcentrum verhuisd naar Paardenbaai (nu: Oranjestad). In 1816 stond er nog maar één huis waar J.M. Jansen woonde, die het vee van de overheid beheerde. In 1852 werd de plantage Canashito gesticht bij Savaneta en kreeg vrijstelling van belasting, maar er werkten slechts 13 mannen en 5 jongens. In 1867 werd een nieuwe districtsindeling ingesteld en werd Commandeursbaai een district bestaande uit het dorp Savaneta met ruim 150 inwoners. In 1877 werd er een school gesticht en in 1900 een kerk.
Savaneta is gedeeltelijk een vissersdorp gebleven, maar heeft zich ook als een toeristisch centrum ontwikkeld. Het centrum bevat nog steeds een cas di torto, een huisje gebouwd van leem.
Bij het dorp ligt de Marinierskazerne Savaneta van de Nederlandse Koninklijke Marine, waar naast een detachement van het Korps Mariniers ook de Arubaanse Militie gevestigd is. 
Naast de openbare begraafplaats te Sabana Basora in de regio Savaneta ligt de 1ste Aruba-moskee.

## Sport
De lokale voetbalclub is SV La Fama deze speelt in de Arubaanse Division Honor.

## Plaatsen
De volgende nederzettingen worden gerekend tot het regio Savaneta (volkstelling 2010)
| Naam                   | Mannen | Vrouwen | Totaal |
| ---------------------- | ------ | ------- | ------ |
| Pos Chiquito           | 2.469  | 2.790   | 5.259  |
| Jara & Seroe Alejandro | 1.177  | 1.313   | 2.490  |
| De Bruynewijk          | 775    | 903     | 1.678  |
| Cura Cabai             | 987    | 1.104   | 2.091  |
| Totaal                 | 5.408  | 6.110   | 11.518 |

## Geboren
- Fredis Refunjol (1950), politicus
- Mervin Wyatt-Ras (1961), politica
- Guillfred Besaril (1974), politicus en gevolmachtigd minister
- Roger Peterson (1980), zanger
- Rocco Tjon, politicus en minister

## Galerij

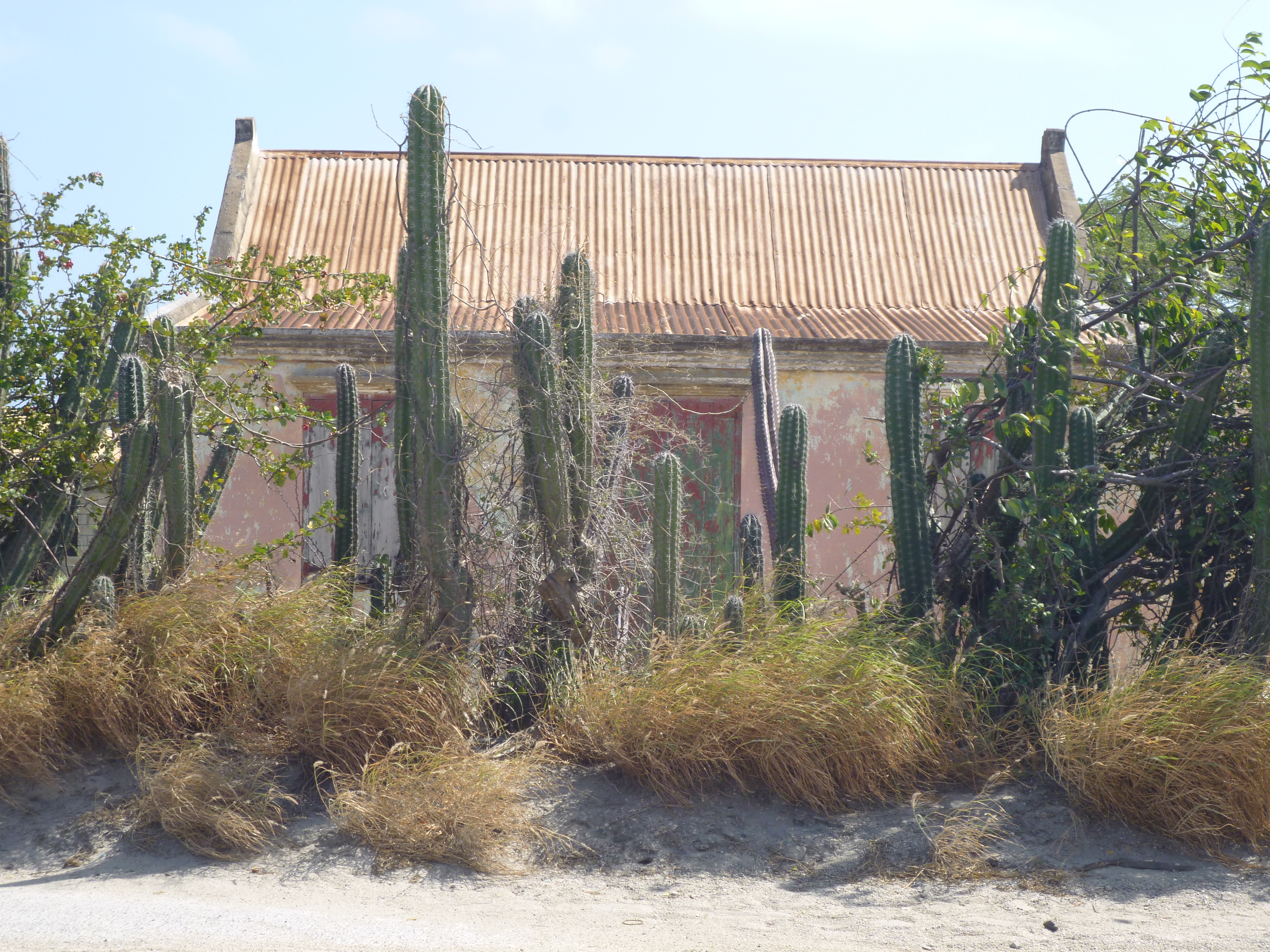
Een historisch gebouw
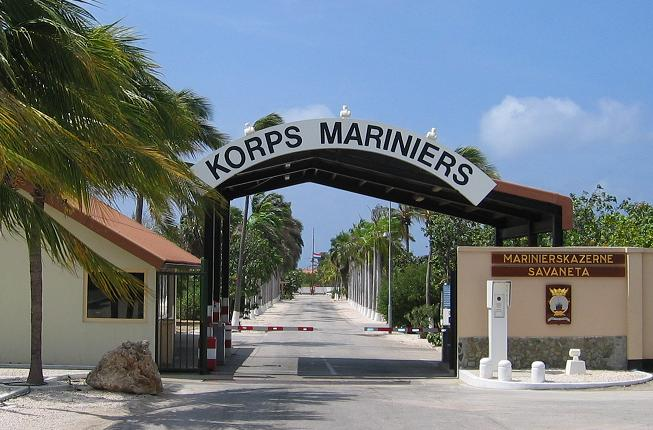
De marinierskazerne
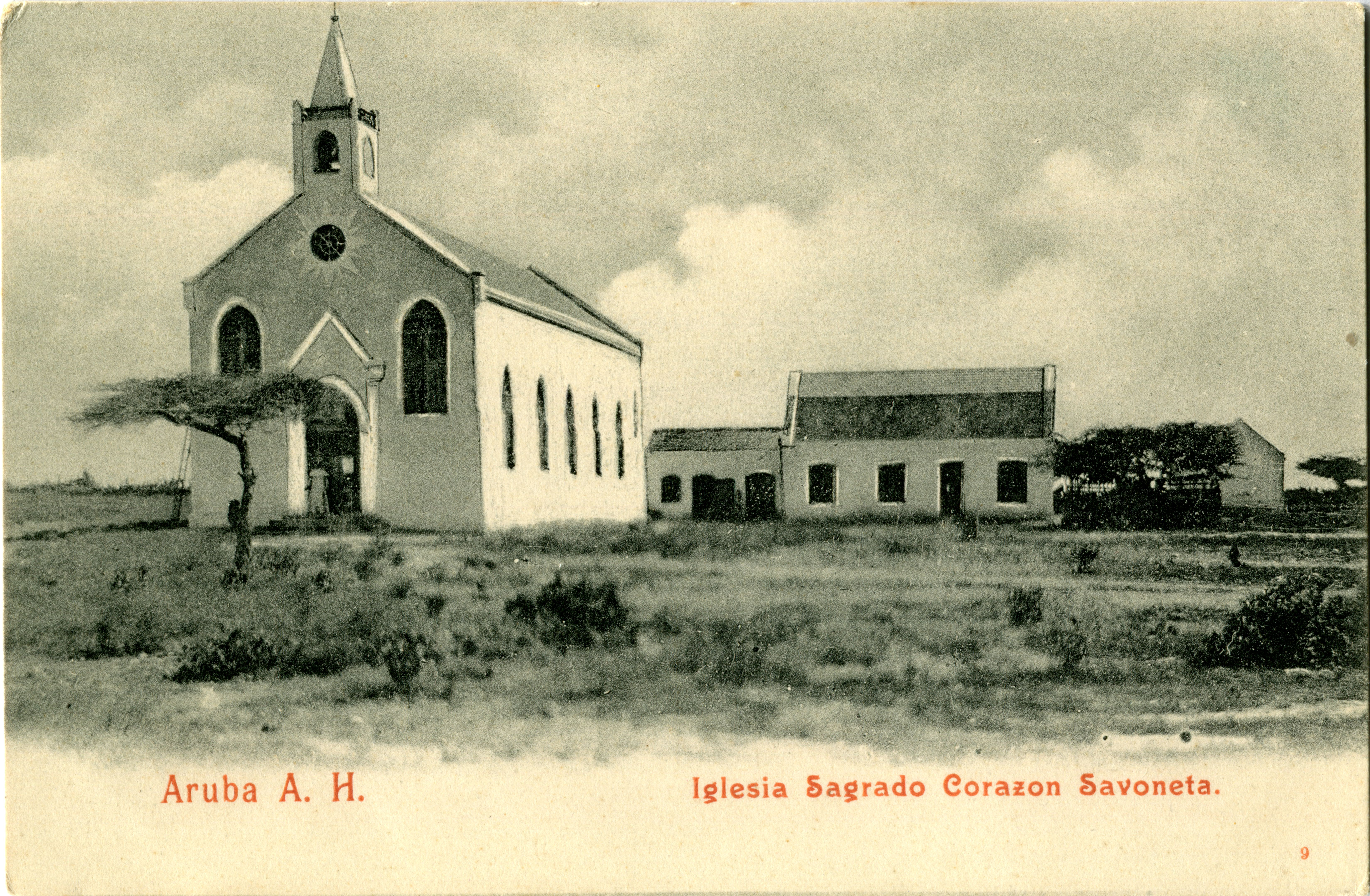
Heilig Hartkerk (ca.1903)
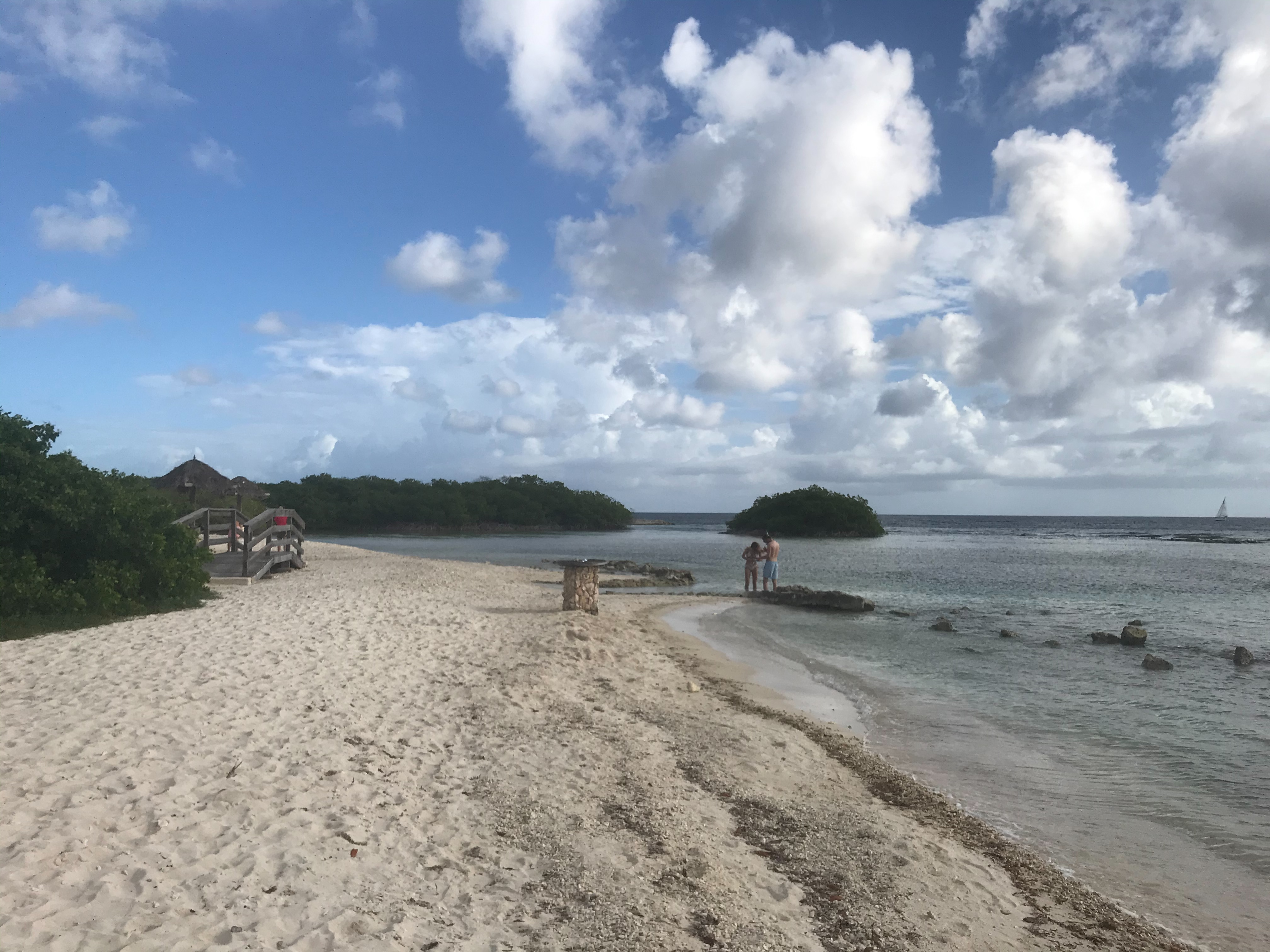
Strand Mangel Halto